# Bajazet (Vivaldi)
Bajazet (també anomenada Tamerlano) és una òpera pasticcio d'Antonio Vivaldi, composta sobre un llibret d'Agostino Piovene que es basa en la tragèdia Tamerlan ou la mort de Bajazet de Nicolas Pradon, semblant a la tragèdia homònima de Jean Racine. El tema ja fou utilitzat en una òpera anterior de Francesco Gasparini i en el Tamerlano de Georg Friedrich Händel i es basa molt lliurement en l'enfrontament entre Tamerlà i el soldà otomà Baiazet. L'òpera fou estrenada al Teatro Filarmonico de Verona durant el carnaval de 1735 i en ella Vivaldi reutilitza nombroses àries d'obres seves anteriors i d'obres d'altres compositors (una pràctica habitual a l'època), concretament de Johann Adolf Hasse, de Geminiano Giacomelli i de Riccardo Broschi.

## Roles
| Rol                                                                | Tipus de veu                | Primera representaió  |
| ------------------------------------------------------------------ | --------------------------- | --------------------- |
| Tamerlano, l'emperador dels turcs uzbeks                           | mezzo-soprano (en travesti) | Maria Maddalena Pieri |
| Bajazet, l'emperador dels turcs otomans, ara presoner de Tamerlano | baríton                     | Marc'Antonio Mareschi |
| Asteria, filla de Bajazet, enamorada d'Andronicus                  | contralt                    | Anna Girò             |
| Andronicus, un príncep de Grècia, aliat de Tamerlane               | contralt castrat            | Pietro Moriggi        |
| Irene, princesa de Tresbisond, promesa en matrimoni amb Tamerlane  | contralt                    | Margherita Giacomazzi |
| Idaspe, amic d'Andronicus                                          | soprano castrat             | Giovanni Manzoli      |

## Sinopsi
Acte I.

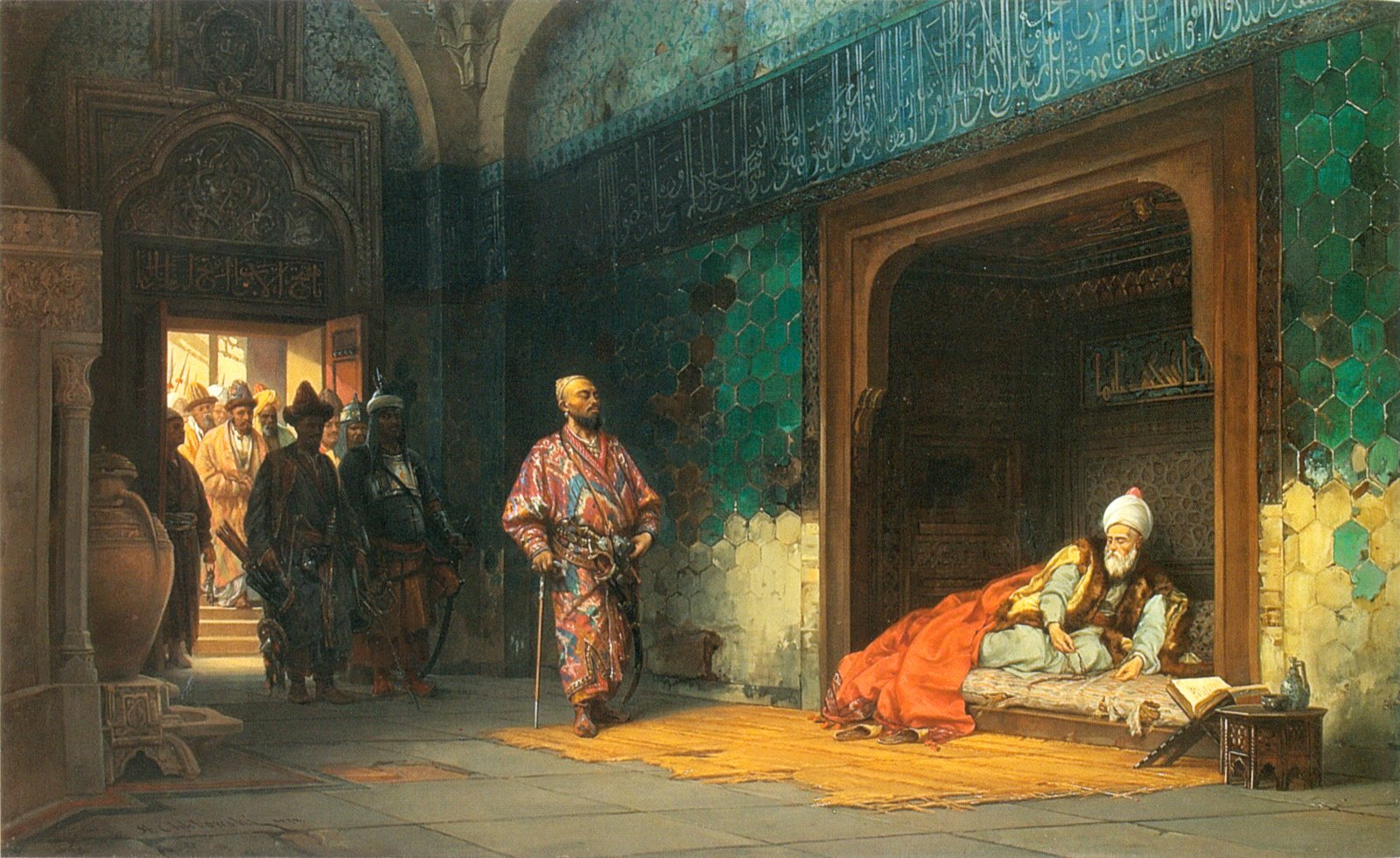
Sultan Bajazet empresonat per Tamburlaine (1878) pintura per Stanisław Chlebowski

Al jardí de la capital ocupada de Bursa, on resideix Tamerlà després de la derrota dels turcs.

- Escena 1 - (Bajazet i Andronicus): esperant la mort, Bajazet li diu a Andrònic que si es casa amb Astèria ha d'odiar Tamerlà.
- Escena 2 - (Andrònic i Idaspe). Andrònic diu a l'Idaspe que vigili Bajazet pel bé de l'Astèria. Idaspe li adverteix que Grècia ja ha lliurat l'Imperi a Tamerlà i que la bellesa d'Astèria s'esvairà, però Andrònic podria ser coronat emperador dels grecs.
- Escena 3 - (Tamerlà i Andrònic): Tamerlà concedeix a Andrònic l'Imperi dels Grecs i revela que està enamorat d'Astèria. Li prega a Andrònic que li demani la mà a Bajazet i li diu que s'hauria de casar amb Irene (que està promesa amb Tamerlà).
- Escena 4 - (Andrònic sol): Andrònic considera: No és desagraït amb Tamerlà, però desitja tenir Astèria. Apartaments reials per a Bajazet i Asteria, vigilats.
- Escena 5 - (Asteria): Astèria considera el seu dilema: estima Andrònic però creu que només li interessa l'ambició imperial.
- Escena 6 - (Tamerlà i Asteria); Tamerlà explica a Astèria el seu amor i l'amenaça amb la vida del seu pare. Li diu que Andrònic es casarà amb la Irene i canta l'ària d'amor abans de marxar.
- Escena 7 - (Andrònic, Bajazet i Asteria): Astèria retreu a Andrònic davant del seu pare. Andrònic comença a explicar-se, però Bajazet li diu que parla en nom de la seva filla dient que es negarà a casar-se amb Tamerlà i Bajazet perdrà el seu cap.
- Escena 8 - (Asteria i Andrònic): Astèria es manté enfadada amb Andrònic i li diu que compleixi les ordres del seu pare però que no parli per ella. Després que ell se'n va, es pregunta com pot continuar estimant algú que no li és fidel.
- Escena 9 - (Irene, Andronicus i Idaspe): Irene vol saber per què el seu marit proposat no hi és per saludar-la. Idaspe explica que estima un altre. Andrònic proposa que vagi a ell com a missatgera de la Irene. [Tamerlà no sap com és.] Accepta lluitar pels seus drets.
- Escena 10 - (Andrònic sol): Andrònic admet a si mateix que Irene és bonica i el seu regne augmenta la seva bellesa, però està trist per Asteria. Canta una ària en què reconeix que si no es mor de pena en aquestes circumstàncies és perquè “o el poder de la mort és feble; o el dolor és impotent”.

Acte II,

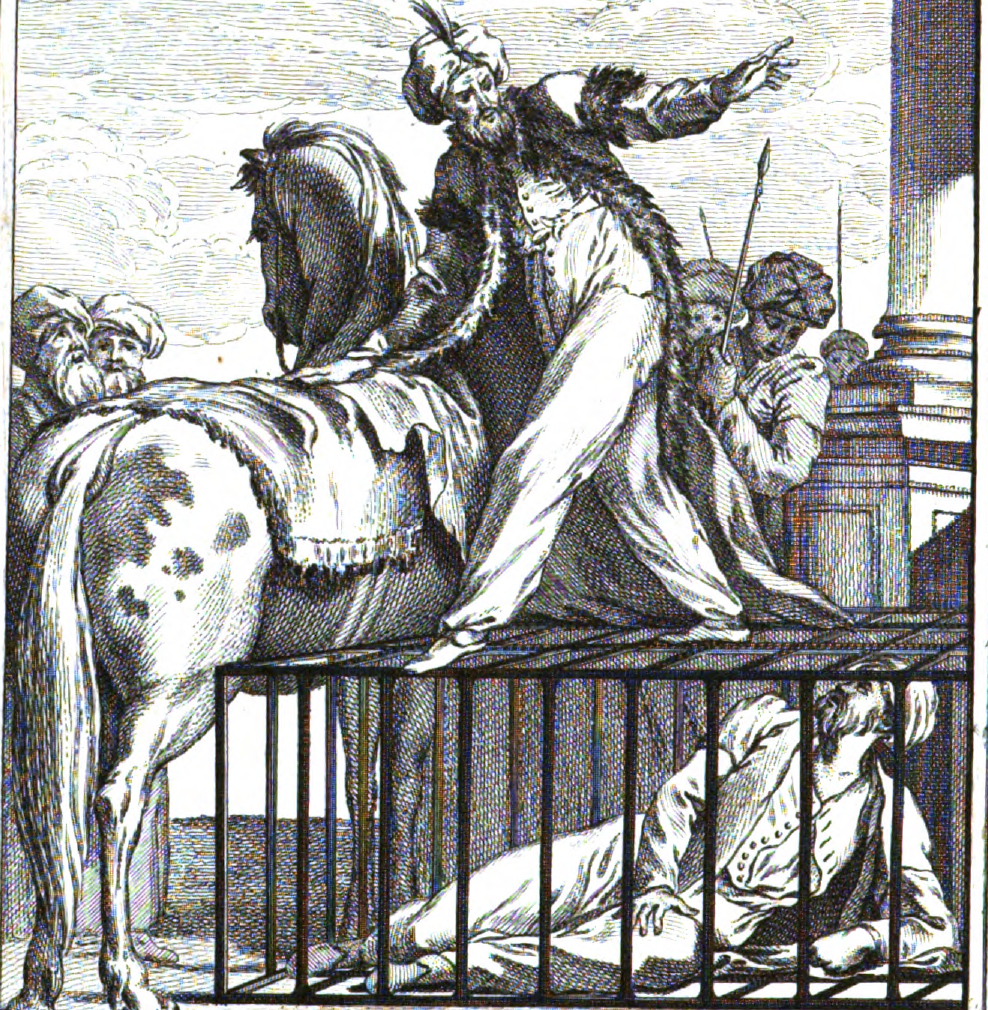
Bajazet i Tamerlà (1746) dibuix de Jean-Antoine Guer

Camp obert amb els pavellons de Tamerlà que s'obren per mostrar Tamerlà i Andrònic asseguts.
- Escena 1 - (Tamerlà, Andrònic, Idaspe): Tamerlà li diu a Andrònic que es va assabentar del consentiment d'Astèria a través de la seva minyona i que avui tindran lloc el matrimoni de Tamerlà amb Astèria i el d'Andrònic amb Irene.
- Escena 2 - (Andrònic i Idaspe): Andrònic diu a Idaspe que planeja retreure a Astèria, renunciar a Irene i el seu regne a Tamerlà, fer una restitució total i oferir a Astèria la seva vida i fortuna. Idapse va a informar Bajazet de la decisió d'Asteria.
- Escena 3 - (Andrònic i Asteria): Asreria renya a Andrònic per no oposar-se a l'oferta de Tamerlà. Andrònic diu que donarà la seva vida si això és el que ella vol. Ella li diu que és massa tard, crida Tamerlà.
- Escena 4 - (Andrònic sol): Andrònic es desespera perquè ha perdut Astèria i perdrà la vida. Decideix veure Bajazet. El pavelló s'obre per revelar Tamerlà i Asteria sobre coixins.
- Escena 5 - (Tamerlà, Asteria, Idaspe i més tard Irene): Idaspe anuncia un missatger d'Irene, i la Irene entra fent-se passar per aquesta missatgera. Tamerlà fa que Astèria li expliqui la seva decisió d'acceptar Tamerlà. La Irene protesta i Tamerlà admet la seva culpa (de la infidelitat), però li ordena que li digui a la Irene que aquest dia obtindrà un nou marit i un regne.
- Escena 6 - (Asteria, Irene i Idaspe): Asteria informa al "missatger" de la Irene que té la intenció de disgustar a Tamerlà i que la Irene podria recuperar-lo.
- Escena 7' - (Irene i Idaspe): Irene es meravella amb la determinació d'Astèria i diu que estima Tamerlà, malgrat la seva infidelitat.
- Escena 8 - (Andrònic i Bajazet): Andrònic informa a Bajazet que va veure que Astèria acceptava el tron. Bajazet acusa Andrònic de no lluitar prou per ella. Van a veure-la, mentre en Bajazet canta la seva desesperació. Campament militar amb Tamerlà i Astèria asseguts a la vista de l'exèrcit.
- Escena 9 - (Tamerlà, Asteria, després Andrònic, Bajazet i Irene): Astèria compleix la petició de Tamerlà de retirar-se als quarters reials (a banda que té un pla). Bajazet arriba buscant la seva filla i li diu a Tamerlà que la sang d'un soldà otomà no es barrejarà amb la d'un camperol. Irene (encara com a missatgera) arriba per desafiar Asteria. Tamerlà diu que si pot fer que Asteria renunciï al tron, serà de la Irene. Bajazet fa una llarga denúncia d'Astèria. Aleshores, Asteria renuncia al tron i revela que anava a apunyalar a Tamerlà al llit. Tamerlà demana als guàrdies que prengui Asteria i Bajazet dels quals s'exigirà venjança. Tamerlà, Bajazet, Asteria i Irene canten quartet sobre la infidelitat, la crueltat, la misericòrdia i la mort.

Acte III.
Jardí a la vora del riu Eufrates.

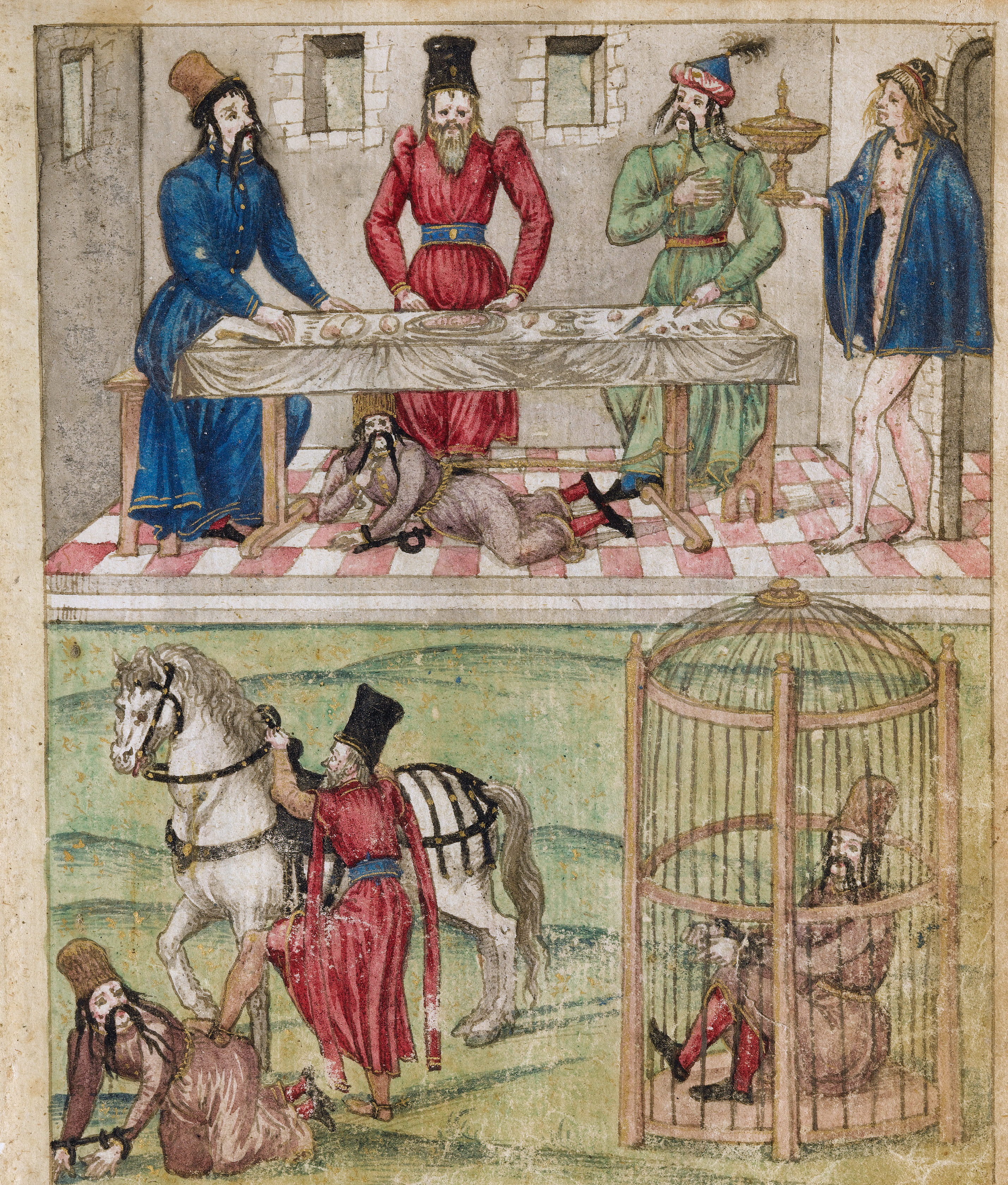
L'empresonament de Tamerlà del sultà otomà Bajazet (segle XVI), d'un llibre d'autògrafs anònims d'Alemanya

- Escena 1 - (Asteria i Bajazet): en Bajazet comparteix amb la seva filla el verí per utilitzar-lo quan Tamerlà comenci la seva venjança d'ells.
- Escena 2 - (Tamerlà, Andrònic i Astèria (a part al principi)): Tamerlà li diu a l'Andrònic que perdonarà a Astèria si ella cedeix. Andrònic comença a suplicar però Astèria entra i no entén la seva intenció. Andrònic es veu obligat a declarar el seu amor davant de Tamerlà, que amb ràbia ordena decapitar a Bajazet i Ateria casar-se amb l'esclau més dolent.
- Escena 3 - (Bajazet i l'anterior): entra Bajazet i ordena que s'aixequi la seva filla; no s'ha d'inclinar davant Tamerlà. Tamerlà s'enfada i ordena tant a Astèria com a Bajazet al menjador i convida a Andrònic si vol mirar. Tamerlà canta una ària del seu “odi, fúria i verí per Asteria.
- Escena 4 - (Andrònic sol): Andrònic decideix cedir el seu tron per Astèria, adonant-se que no pot escapar de "l'amor i la pietat, la ira i la crueltat". Menjador amb guàrdia sencera.
- Escena 5 - (Tamerlà, Bajzset, Andronicus, després Irene): Tamerlà informa a Bajazet que l'han portat de la seva cel·la per mirar. Aleshores convoca l'Asteria.
- Escena 6 - (Asteria i l'anterior): Tamerlà ordena a Astèria que li serveixi una copa. En secret l'omple amb el verí que li va donar Bajazet. i l'ofereix a Tamerlà.
- Escena 7 - (Irene amb l'anterior): Irene avisa a Tamerlà que no prengui la beguda, dient-li que l'Astèria l'ha enverinat. L'Astèria agafa la copa per beure-la però Andrònic se la va arrabassar de la mà. Asteria surt precipitada. Tamerlà ordena al guàrdia que la portin per ser lliurada a la multitud. Bajazet promet que vindrà amb mil fúries per arrencar el cor de Tamerlà.
- Escena 8 - (Bajazet se'n va, la resta queda): Irene li pregunta a Tamerlà què serà d'ella. Tamerlà diu que serà la seva núvia. Irene accepta perdonar-li els insults passats.
- Escena 9 - (Idaspe i l'anterior): Idaspe avisa a Tamerlà que Bajazet ha pres verí i està a punt de morir. Tamerlà ofereix a Andrònic la seva amistat, però no a Astèria.
- Escena 10 - (Asteria i l'anterior): Arriba Astèria i anuncia que "és cert que està mort, tirà". El seu odi otomà per Tamerlà no ha mort, però. Ella demana els mitjans per suïcidar-se per poder unir-se al seu pare i canta "Stab me, beat me, kill me, fell me".

Escena final (Asteria marxa, però d'altres queden): Irene i Andrònic demanen a Tamerlanne que tingui pietat d'Astèria. Tamerlà diu que la mort de Bajazet li ha suavitzat el cor. Tots canten la pau vinent i l'esperança de la pèrdua de l'odi entre "mil flames amoroses".

## Simfonia
- Allegro
- Andante Molto
- Allegro

## Música
| Acte   | Escena       | Recitatiu/Ària                                                     | Caracters                                     |
| ------ | ------------ | ------------------------------------------------------------------ | --------------------------------------------- |
| Acte 1 | Escena 1     | Recitatiu: Prence Lo so: vi devo                                   | Bajazet, Andronico                            |
| Acte 1 | Escena 1     | Ària: Del destin non dee lagnarsi                                  | Bajazet                                       |
| Acte 1 | Escena 2     | Recitative: Non si perda di vista                                  | Andronico, Idaspe                             |
| Acte 1 | Escena 2     | Ària: Nasce rosa lusinghiera                                       | Idaspe                                        |
| Acte 1 | Escena 3     | Recitative: Principe, or ora i greci                               | Tamerlano, Andronico                          |
| Acte 1 | Escena 3     | Ària: In si torbida procella                                       | Tamerlano                                     |
| Acte 1 | Escena 4     | Recitative: Il Tartaro ama Asteria                                 | Andronico                                     |
| Acte 1 | Escena 4     | Ària: Quel ciglio vezzosetto                                       | Andronico                                     |
| Acte 1 | Scene 5-6    | Recitative: Or sì, fiero destino                                   | Asteria, Tamerlano                            |
| Acte 1 | Scene 5-6    | Ària: Vedeste mai sul prato                                        | Tamerlano                                     |
| Acte 1 | Escena 7-8   | Recitative: Non ascolto più nulla                                  | Bajazet, Asteria, Andronico                   |
| Acte 1 | Escena 7-8   | Ària: Amare un'alma ingrata                                        | Asteria                                       |
| Acte 1 | Escena 9     | Recitative: Così la sposa il Tamerlano accoglie?                   | Irene, Andronico, Idaspe                      |
| Acte 1 | Escena 9     | Ària: Qual guerriero in campo armato                               | Irene                                         |
| Acte 1 | escena 10    | Recitatiu: È bella Irene                                           | Andronico                                     |
| Acte 1 | escena 10    | Aria: Non ho nel sen constanza                                     | Andronico                                     |
| Acte 2 | Scene 1      | Recitatiu: Amico, tengo un testimon fedele                         | Tamerlano, Andronico                          |
| Acte 2 | Escena 2     | Recitatiu: Sarete or ostinato                                      | Idaspe, Andronico                             |
| Acte 2 | Escena 2     | Ària: Anche il mar par che sommerga                                | Idaspe                                        |
| Acte 2 | Escena 3     | Recitative: Gloria, sdegno ed amore                                | Asteria, Andronico                            |
| Acte 2 | Escena 3     | Ària: Stringi le mie catene                                        | Asteria                                       |
| Acte 2 | Escena 4     | Recitatiu: Ah, disperato Andronico!                                | Andronico                                     |
| Acte 2 | Escena 4     | Ària: La sorte mia spietata                                        | Andronico                                     |
| Acte 2 | Escena 5     | Recitatiu: Signor, vergine illustre                                | Idaspe, Tamerlano, Irene, Asteria             |
| Acte 2 | Escena 5     | Ària: Cruda sorte, avverso fato!                                   | Tamerlano                                     |
| Acte 2 | Escena 6     | Recitatiu: Senti, chiunque tu sia                                  | Asteria, Irene                                |
| Acte 2 | Escena 6     | Ària: La cervetta timidetta                                        | Asteria                                       |
| Acte 2 | Escena 7     | Recitative: Gran cose espone Asteria                               | Irene, Idaspe                                 |
| Acte 2 | Escena 7     | Ària: Sposa, son disprezzata                                       | Irene                                         |
| Acte 2 | Escena 8     | Recitatiu: Dov'è mia figlia, Andronico?                            | Bajazet, Andronico                            |
| Acte 2 | Escena 8     | Ària: Dov'è la figla?                                              | Bajazet                                       |
| Acte 2 | Escena 9     | Recitatiu: Asteria, siamo al soglio...; Accompagnato: Odi, perfida | Tamerlano, Asteria, Bajazet, Irene, Andronico |
| Acte 2 | Escena 9     | Quartet: Sì crudel! questo è l'amore                               | Irene, Bajazet, Asteria, Tamerlano            |
| Acte 3 | Escena 1     | Recitative: Figlia, siam rei                                       | Bajazet, Asteria                              |
| Acte 3 | Escena 1     | Ària: Veder parmi, or che nel fondo                                | Bajazet                                       |
| Acte 3 | Escena 2-3   | Recitatiu: Andronico, il mio amore                                 | Tamerlano, Andronico, Asteria, Bajazet        |
| Acte 3 | Escena 2-3   | Ària: Barbaro traditor                                             | Tamerlano                                     |
| Acte 3 | Escena 4     | Recitatiu: Lascerò di regnare                                      | Andronico                                     |
| Acte 3 | Escena 4     | Ària: Spesso tra vaghe rose                                        | Andronico                                     |
| Acte 3 | escena 5-7   | Recitatiu: Eccoti, Bajazette                                       | Tamerlano, Asteria, Andronico, Bajazet, Irene |
| Acte 3 | escena 5-7   | Arioso: Verrò crudel, spietato                                     | Bajazet                                       |
| Acte 3 | Escena 8     | Recitatiu: Signor, fra tante cure                                  | Irene, Tamerlano                              |
| Acte 3 | Escena 8     | Ària: Son tortorella                                               | Irene                                         |
| Acte 3 | Escena 9     | Recitative: Signore, Bajazette                                     | Idaspe, Tamerlano, Andronico                  |
| Acte 3 | Escena 10    | Accompagnato: È morto, sì, tiranno                                 | Asteria                                       |
| Acte 3 | Escena 10    | Ària: Svena, uccidi, abbatti, atterra                              | Asteria                                       |
| Acte 3 | Escena final | Recitatiu: Deh, tu cauto la segui                                  | Andronico, Irene, Tamerlano                   |
| Acte 3 | Escena final | Chorus: Coronata di gigli e rose                                   | Tots (excepte Bajazet, que és mort, és clar)  |

## Origen de les àries
Bajazet és un pasticcio. Durant l'època de Vivaldi era una pràctica habitual que els compositors prenguessin en préstec i adaptessin àries d'altres compositors amb les seves pròpies obres per a una òpera. El mateix Vivaldi va compondre les àries dels bons personatges (Bajazet, Asteria i Idaspe) i va utilitzar sobretot àries existents d'altres compositors per als dolents (Tamerlano, Irene, Andronico) en aquesta òpera. Algunes de les àries es reutilitzen d'òperes anteriors de Vivaldi. La taula següent enumera l'origen d'algunes de les àries utilitzades a Bajazet.
| Ària                                  | Compositor           | Original òpera            | Original ària                                            |
| ------------------------------------- | -------------------- | ------------------------- | -------------------------------------------------------- |
| Del destin non dee lagnarsi           | Antonio Vivaldi      | L'Olimpiade               | Del destin non vi lagnate                                |
| Nasce rosa lusinghiera                | Antonio Vivaldi      | Giustino, also in Farnace | Senti l'aura lusinghiera / Scherza l'aura lusinghiera    |
| In sì torbida procella                | Geminiano Giacomelli | Alessandro Severo         | In sì torbida procella (Giulia's aria, scene 12, act II) |
| Vedeste mai sul prato                 | Johann Adolph Hasse  | Siroe re di Persia        |                                                          |
| Qual guerriero in campo armato        | Riccardo Broschi     | Idaspe                    |                                                          |
| Non ho nel sen costanza               | Geminiano Giacomelli | Adriano in Siria          |                                                          |
| Anche il mar par che sommerga         | Antonio Vivaldi      | Semiramide                |                                                          |
| Stringi le mie catene                 | Antonio Vivaldi      | Semiramide                |                                                          |
| La sorte mia spietata                 | Johann Adolph Hasse  | Siroe re di Persia        | La sorte mia tiranna                                     |
| La cervetta timidetta                 | Antonio Vivaldi      | Giustino                  |                                                          |
| Dov'è la figlia?                      | Antonio Vivaldi      | Motezuma                  |                                                          |
| Sposa, son disprezzata                | Geminiano Giacomelli | Merope                    | Sposa, non mi conosci (Epidite's aria, scene 7, act III) |
| Qual fufore, qual affanno             | Antonio Vivaldi      | Orlando furioso           | Nel profondo cieco mondo                                 |
| Sì crudel! questo è l'amore (quartet) | Antonio Vivaldi      | Farnace                   | Io crudel? giusto rigore                                 |
| Veder parmi, or che nel fondo         | Antonio Vivaldi      | Farnace                   | Roma Invitta ma clemente                                 |
| Spesso tra vaghe rose                 | Johann Adolph Hasse  | Siroe re di Persia        |                                                          |
| Coronata di gigli e di rose           | Antonio Vivaldi      | Farnace                   |                                                          |

## Enregistraments
- 2003: Fabio Biondi, Europa Galante, Vivica Genaux, David Daniels, Patrizia Ciofi, Virgin Classics2 CD + DVD de la gravació.

La primera gravació completa d'aquesta òpera va ser publicada per Virgin Classics el 10 de maig de 2005. Fabio Biondi dirigeix Europa Galante a Brussel·les per a aquest enregistrament. Els cantants són:
- baríton baix Ildebrando D'Arcangelo com a Bajazet
- contratenor David Daniels com a Tamerlano
- mezzosoprano Vivica Genaux com Irene
- contralt Marijana Mijanovic com a Asteria
- soprano Patrizia Ciofi com Idaspe
- mezzosoprano Elīna Garanča com a Andronico

Aquest enregistrament va rebre el premi a la millor òpera pels Midem Classical Awards 2006 i va ser preseleccionat per a la 48a edició dels Grammy Awards 2006.
Abans d'aquest llançament, fragments d'aquesta òpera havien estat interpretats per altres cantants com Cecilia Bartoli.
La producció de l'òpera de Pinchgut Opera el 2015 es va gravar en directe i es va emetre a ABC Classic FM.
El 2020 es va publicar una recodificació de l'òpera completa sobre clàssics ingenus, amb Bruno Taddia com Bajazet i Filippo Mineccia com Tamerlano. L'orquestra és Accademia Bizantina. Tot dirigit per Ottavio Dantone.